# Santa Juliana de Monfero
Monfero (llamada oficialmente Santa Xiá de Monfero) es una parroquia del municipio de Monfero, en la provincia de La Coruña, Galicia, España.

## Entidades de población
Entidades de población que forman parte de la parroquia (nombre oficial y en gallego entre paréntesis si difiere del nombre en español):
- Bouza (A Bouza)
- Cernadas
- Eive (A Eive)
- Graña de Sevil (A Graña de Sevil)
- Iglesia (Xunto á Igrexa)
- Outeiro (O Outeiro)
- Rioseco
- Sevil
- Vilar (O Vilar)

## Despoblados
- Canedo (O Canedo)
- Jabariz (Xabariz)

## Demografía
| Gráfica de evolución demográfica de Monfero entre 2000 y 2018 |
|                                                               |
| Población de derecho según el padrón municipal del INE        |